# سيدني بلومنتال
سيدني بلومنتال (بالإنجليزية: Sidney Blumenthal)‏ هو صحفي أمريكي، ولد في 6 نوفمبر 1948 في شيكاغو في الولايات المتحدة.

## وصلات خارجية
- سيدني بلومنتال على موقع IMDb (الإنجليزية)
- سيدني بلومنتال على موقع إن إن دي بي (الإنجليزية)